# Corps Rheno-Palatia München

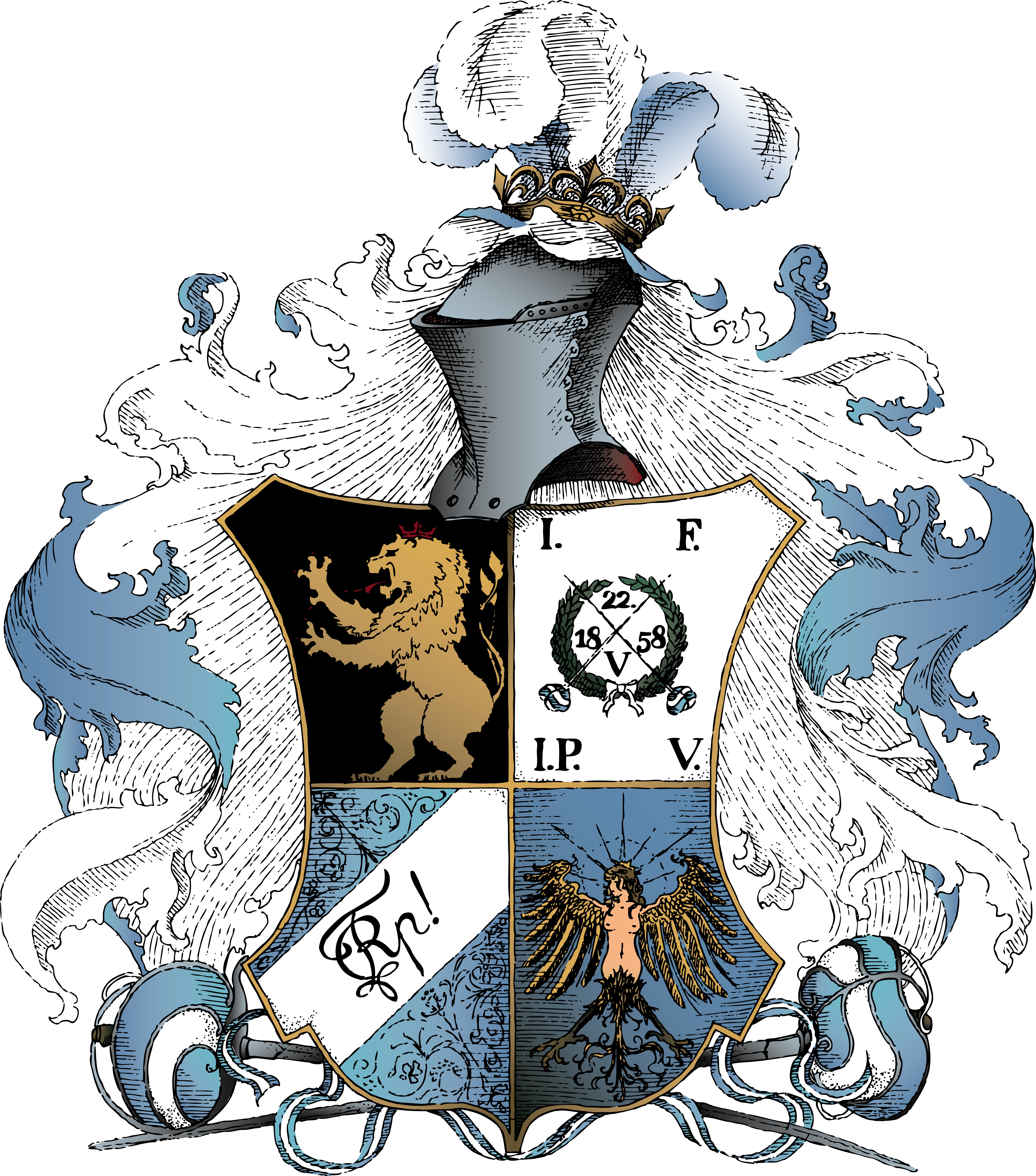
Rheno-Palatias Wappen

Die Rheno-Palatia München ist eine Studentenverbindung im Münchner Senioren-Convent. Das pflichtschlagende und farbentragende Corps ist Mitglied des Kösener Senioren-Convents-Verbands (KSCV). Die Mitglieder der Rheno-Palatia werden nach der Pfalz (Bayern) Rheinpfälzer genannt. Für Corps untypisch, sind sie auch unter dem aus dem Latein eingedeutschten Begriff Rheno-Palaten bekannt.

## Allgemeines
Die Rheno-Palatia vereint Studenten und ehemalige Studenten unterschiedlichster Fachrichtungen der Ludwig-Maximilians-Universität, der Technischen Universität, der Universität der Bundeswehr und der Fachhochschule in München. Das zweimal jährlich erscheinende interne Informationsblatt des Corps nennt sich „Rheno-Palaten-Zeitung“. Das Corps gehört keinem der Kösener Kreise an, ist also „kreisfrei“. Die Zahl der lebenden Corpsbrüder (Alte Herren, Inaktive, Aktive, Füchse) beläuft sich derzeit auf ca. 145. Insgesamt kommt Rheno-Palatia seit der Stiftung auf ungefähr 820 Mitglieder. Politische Anschauungen, Nationen- und Religionszugehörigkeit spielen bei der Mitgliedschaft keine Rolle. Als Sinn und Zweck einer Corpsgemeinschaft gelten u. a. die lebenslange, generationenübergreifende Freundschaft, das gesellige Miteinander, der intellektuelle Austausch, die gegenseitige Unterstützung in Studium und Beruf sowie die Vorbereitung des jungen Studenten auf die Arbeitswelt.

## Couleur, Wahlspruch, Zirkel
Das Corps Rheno-Palatia führt die Couleur hellblau–weiß–hellblau mit silberner Perkussion. Die Füchse tragen ein zweifarbiges hellblau–weißes Band mit silberner Perkussion.
|  |
|  |
|  |
|  |
|  |

|  |
|  |
|  |
|  |

Zusätzlich wird zum Anzug eine hellblaue Mütze im so genannten „Münchner Tellerformat“ getragen.
Der Wahlspruch des Corps lautet: „Iniuriae ferrum – in perseverantia virtus“
und bedeutet so viel wie „Dem Unrecht das Eisen – in der Beständigkeit liegt die Tugend“, wobei sich „iniuriae“ auch mit „der Beleidigung“ – statt „dem Unrecht“ – übersetzen lässt.
Ein weiteres Erkennungsmerkmal für das Corps sind sein Wappen und sein Zirkel, der sich aus den Anfangsbuchstaben Rp und einigen üblichen corpsstudentischen Elementen zusammensetzt. Der Wappenschild zeigt den Pfälzer Löwen (rechts oben), den Nürnberger Jungfrauenadler (links unten), Farben und Zirkel (rechts unten) und den Freundschaftskranz (links oben) mit gekreuztem Schläger und Säbel, Gründungsdatum und Initialen des Wahlspruches. Hinzu kommen Elemente aus der Heraldik.

## Geschichte

### Nürnberg
Vorläufer des Corps Rheno-Palatia war die am 7. Dezember 1857 von sechs aus der damals bayerischen Rheinpfalz stammenden Studenten des Nürnberger Polytechnikums in Wöhrd (heute die Georg-Simon-Ohm-Hochschule Nürnberg in Nürnberg) gegründete Kneipgesellschaft der Rheinpfälzer. Sie hatte sich in ihren Statuten zum Ziel gesetzt,

„... das Ansehen der Polytechniker überhaupt, sowie jetzt in dem besonderen Falle das der Mitglieder der Kneipgesellschaft der Rheinpfälzer, welche sich behufs ihrer wissenschaftlichen und technischen Ausbildung in Nürnberg befinden, immer mehr zu heben und dabei die Erhaltung jugendlichen Frohsinns, friedliebender Geselligkeit und wahrer Ehre und Treue anzustreben.“

Die Kneipgesellschaft der Rheinpfälzer gilt als die erste Studentenverbindung auf Nürnberger Boden überhaupt. Da man letztendlich doch nicht erwartete, dass die Zukunft der jungen Kneipgesellschaft durch Nachwuchsrekrutierung lediglich in den Reihen der rheinpfälzischen Studenten des Polytechnikums gesichert werden konnte, kam man schnell vom ursprünglich favorisierten landsmannschaftlichen Prinzip ab.
Bereits am 22. Mai 1858, sechs Monate nach ihrer Gründung, wurde die Kneipgesellschaft zum Corps Rhenopalatia erhoben und noch im selben Semester wurde die erste Mensur auf Waffen des Corps Baruthia gefochten. Diese Entwicklung hin zum Corps war nicht unwesentlich von dem kurz davor zur Kneipgesellschaft gestoßenen Münchner Cisaren Sophian Millitzer vorangetrieben worden. Die Nähe der Erlanger Corps tat ein Übriges.

### München
Die schwierigen Verhältnisse am Polytechnikum in Nürnberg, wo Korporationen verboten waren, die im Raum stehenden zentralisierenden Umstrukturierungspläne der bayerischen Polytechnika und die bereits bestehenden Beziehungen zu Münchner Studentenverbindungen führten im Jahr 1863 zu einer Verlegung des Corps in die bayerische Hauptstadt. Dort wurde zusammen mit dem Corps Cisaria ein Delegiertenconvent (DC) ins Leben gerufen, den man mit den gleichen Kompetenzen wie den SC der Münchner Universitätscorps (USC) ausstatten wollte. 1868 erfolgte dann die Gründung des Polytechnischen Senioren-Convents durch die Corps Vitruvia, Rheno-Palatia, Cisaria und Germania.

#### Polytechnischer SC
Unerquickliche Auseinandersetzungen – unterschiedliche Mensurauffassungen, Duelle, Verrufe, Austritte und Dimissionen – verändern bis 1880 achtmal die Zusammensetzung des PSC, zeitweilig bestehen zwei SC nebeneinander. Spannungen und Misshelligkeiten waren zu jener Zeit auch mit den Corps des USC an der Tagesordnung.
1899 bezieht Rheno-Palatia ein eigenes, repräsentatives Corpshaus (entworfen von Hans Grässel) neben dem Hofbräuhaus. Ebenerdig eröffnet im neuen Rheinpfälzerhaus die bald berühmte Torggelstube, welche auch einer der Schauplätze in Lion Feuchtwangers Erfolg wird.

#### Weinheimer SC
1912 tritt der Münchner PSC mit Rheno-Palatia in den Weinheimer Senioren-Convent (WSC) ein. Während des Ersten Weltkrieges ruht der aktive Betrieb. 25 Rheinpfälzer bleiben im Feld.
Die Zeit des Nationalsozialismus, deren Anfang, wie es bei so vielen gesellschaftlichen Gruppierungen der Fall war, auch von Teilen des Corpsstudententums zunächst hoffnungsvoll begrüßt wurde, erlebte das aktive Corps nur noch bis zum Jahr 1938, in dem es schließlich zu seiner erzwungenen Auflösung und zur Überführung in die Kameradschaft „Paul Ernst“ kam. Wie zu erwarten, musste eine solche oktroyierte Konstellation zu Unstimmigkeiten zwischen jungen Mitgliedern der Kameradschaft und den ihren corpsstudentischen Traditionen verpflichteten Alten Herren der Rheno-Palatia führen. Erst langsam beginnt eine Annäherung zwischen der noch skeptischen Altherrenschaft und solchen studentischen Mitgliedern der „Paul Ernst“, welche sich mehr und mehr in Richtung der überkommenen corpsstudentischen Ideale orientieren. Noch während des Krieges wird ein verdeckter und eingeschränkter Aktivbetrieb aufgenommen. Zu einem weiteren tiefen Einschnitt kommt es dann aber noch im April 1944, als während eines Nachtangriffs der Alliierten das Corpshaus vollständig zerstört wird.
In der Nachkriegszeit nach dem Zweiten Weltkrieg in Deutschland sind Studentenverbindungen nach wie vor verboten. An ein offenes Anknüpfen an die alten Traditionen ist noch immer nicht zu denken. Viele in- und halboffiziellen Treffen der Corpsbrüder untereinander sowie mit den Angehörigen anderer Corps finden aber schon bald statt. 1947 wird schließlich der „Akademische Club Rheinpfalz“ gegründet und zwei Jahre später, am 6. Mai 1949, das Corps Rheno-Palatia auch formell rekonstituiert.

#### Kösener SC-Verband
Rheno-Palatia tritt 1954 dem Münchner Senioren-Convent (MSC) bei und wird Mitglied des KSCV. 1956 wird das neue, ebenfalls am Platzl (München) gelegene Corpshaus bezogen. 1957 war Rheno-Palatia präsidierendes Vorortcorps im KSCV und stellte mit Berend-Heiko Behrends den Vorsitzenden des ordentlichen Kösener Kongresses (oKC). 2013 wurde mit dem Corps Symposion Wien ein Vorstellungsverhältnis abgeschlossen. Dieses wurde 2018 in ein Freundschaftsverhältnis umgewandelt.

## Mitglieder
- Elk Eber (1892–1941), Maler und Grafiker[4]
- August Exter (1858–1933), Architekt
- Anton Fasig (1864–1940), Industrieller
- Albert Ganzenmüller (1905–1996), Ingenieur, Teilnehmer am Hitlerputsch, Nationalsozialist, Staatssekretär und SS-Standartenführer, bei der Reichsbahn verantwortlich für Deportationen
- Julius Geyer (1876–1945), Ingenieur, Kommerzienrat, Generaldirektor der Isaria Zählerwerke AG
- Carl Glaser (1841–1935), Aufsichtsratsvorsitzender der BASF
- Hans Grässel (1860–1939), Geh. Baurat, Professor, Stadtbaudirektor, Träger des Pour le Mérite
- Rudolf Hämmerle (1904–1984), österreichischer Textilunternehmer und Abgeordneter zum Nationalrat
- Kurt Lamberts (1911–1988), o. Professor in Clausthal
- Johann-Erasmus von Malsen-Ponickau (1895–1956), SS und NSDAP-Funktionär[5]
- Benno Martin (1893–1975), ausgetreten, Jurist, Polizist und SS-General
- Alexander Petter (1832–1905), Apotheker und von 1881 bis 1902 Direktor des Städtischen Museums Carolino Augusteum in Salzburg
- Heinrich Puchner (1865–1938), deutscher Bodenkundler und Landtechniker
- Paul Reichard (1854–1938), Geograph, Afrikaforscher
- Aribert Rödel (1898–1965), Architekt
- Karl-Werner Rüsch, Vizepräsident der Österreichischen Nationalbank a. D., Generalrat a. D., Landesrat in Vorarlberg a. D.
- Edmund von Schumacher (1859–1908), Luzerner Regierungsrat, Mitglied des eidgenössischen Ständerats, Oberst der Schweizer Armee
- Georg Stauber (1875–1952), Professor für Hüttenmaschinenwesen, Erfinder der Stauber-Gasturbine
- Ludwig Wagner-Speyer (1882–1939), Architekt, Professor für Baukunst, Direktor der Kunstgewerbeschule Mainz
- Paul Wenz (1875–1965), Architekt